# 別什卡河
別什卡河（烏克蘭語：Бешка），是烏克蘭的河流，位於該國中部基洛夫格勒州，屬於因古列茨河的一部分，河道全長56公里，流域面積657平方公里，河畔城鎮有諾瓦普拉加。